# Psilocerea swinhoei
Psilocerea swinhoei är en fjärilsart som beskrevs av Claude Herbulot 1959. Psilocerea swinhoei ingår i släktet Psilocerea och familjen mätare. Inga underarter finns listade.